# Ернест Нуама
Ернест Аппіа Нуама Кусі (англ. Ernest Appiah Nuamah Kusi, нар. 1 листопада 2003, Кумасі, Гана) — ганський футболіст, вінгер французького клубу «Ліон» та національної збірної Гани.

## Ігрова кар'єра

### Клубна
Ернест Нуама народився у ганському місті Кумасі і займатися футболом почав у місцевій футбольній академії „Право на мрію“. На початку 2022 року футболіст перебрався до Європи, де підписав професійний контракт з данським клубом «Норшелланн».А 10 квітня того року Нуама дебютував в першій команді у матчі чемпіонату Данії.
Влітку 2023 року футболіст перейшов до бельгійського «Мехелена» і майже одразу був відданий в оренду до кінця сезону у французький «Ліон» з можливістю викупу контракту за 25 млн євро. Вже 3 вересня у матчі проти «Парі Сен-Жермен» Нуама дебютував у матчах чемпіонату Франції за першу команду «Ліону».

### Збірна
18 червня 2023 року у матчі відбору до Кубка африканських націй проти команди Мадагаскару Ернест Нуама дебютував у національній збірній Гани.
Також футболіст брав участь у матчах фінального етапу Кубка африканських націй у Кот-д'Івуарі.

## Титули
Індивідуальні
- Гравець року в Суперліга (Данія): 2022/23[5]
- Молодий гравець року в Суперліга (Данія): 2022/23[6]
- Гравець місяця в Суперліга (Данія): липень 2023[7]